# Intelsat IS-20
Intelsat IS-20 — телекоммуникационный спутник, принадлежащий и эксплуатируемый корпорацией Intelsat. Аппарат был выведен на орбиту ракетой-носителем Ариан-5 ECA вместе со спутником связи Hylas 2, старт был произведён 2 августа 2012 в 20:54 UTC.

## Описание
Intelsat 20 был разработан Space Systems Loral на базе платформы SS/L 1300. Масса спутника — 6094 кг. В качестве полезной нагрузки он несёт 24 транспондера C-диапазона, 54 транспондеров Ku-диапазона и один транспондер Ka-диапазона. Ожидается, что спутник прослужит как минимум 18 лет.